# Heereswaffenamt

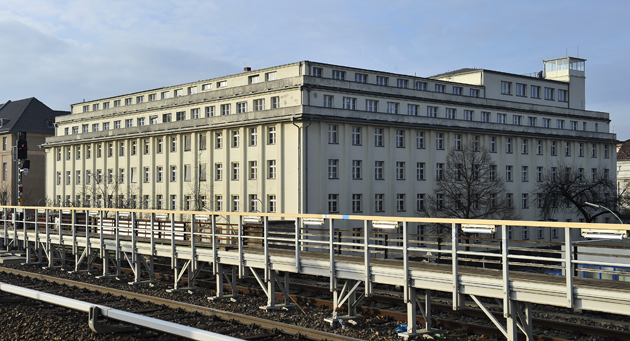
Il palazzo sulla Spichernstraße, angolo Hertz-Allee, a Berlino, già sede dell'Heereswaffenamt.

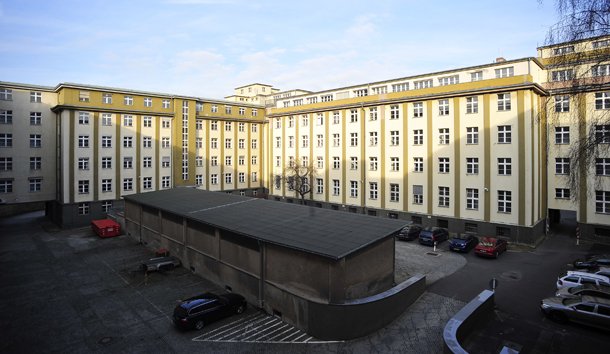
Il cortile dell'ex sede dell'Heereswaffenamt a Berlino.

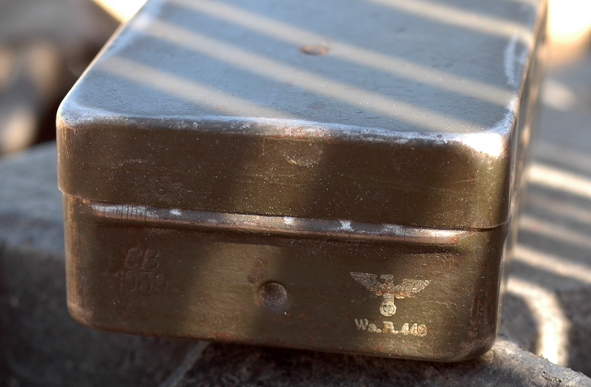
Timbro di convalida dell'Heereswaffenamt, anno 1939, su un contenitore per accessori di armi.

Heereswaffenamt (talvolta scritto WaffenAmt, abbreviato in WaA) è il nome che aveva nella Germania tra le due guerre mondiali l'agenzia per gli armamenti dell'esercito del Reich, organizzata in un centro per la ricerca e lo sviluppo del potenziale bellico - armi, munizioni e forze militari.

## Storia
Fondata l'8 novembre 1919 come Waffenamt, cambiò nome il 5 maggio 1922 in Heereswaffenamt e fu l'ente che rilasciò il brevetto di fabbricazione della pistola Walther P38.
Il compito di sovrintendere al gigantesco processo di riarmo della Germania alla vigilia della seconda guerra mondiale fu affidato all'Heeresabnahmestelle, una sezione dell'esercito conosciuta anche come Abnahme e creata in funzione dell'Heereswaffenamt.
Nell'anno 1940 l'Abnahme contava venticinquemila effettivi, suddivisi in cinque dipartimenti e sedici aree di ispezione, integrati da personale locale selezionato appositamente e assegnato all'assistenza degli ispettori della Waffenamt durante la verifica dei manufatti. A metà del 1944 circa ottomila degli ispettori Abnahme furono disimpegnati dall'agenzia per essere inviati sui fronti di guerra.
Responsabile della verifica e dell'accettazione di ogni tipo di arma, equipaggiamento, munizioni pronti per essere distribuiti alla Wehrmacht era l'Heeres-Abnahmewesen. I test sui materiali venivano condotti secondo dettagliati protocolli preparati dai diversi dipartimenti Waffenprufamter (WaPruf) e denominati Technische Lieferbedingungen (TLs).
Già all'inizio del 1935, con il passaggio dalla Reichswehr alla Wehrmacht, gli ufficiali Waffenamt addetti alle ispezioni nel quadro del programma di riarmo venivano sottoposti ad un particolare programma di qualificazione tecnica.
Quando la fase finale del programma di riarmo giunse al suo culmine, i dipartimenti di ispezione della Waffenamt iniziarono a operare capillarmente sul territorio posizionandosi in ciascuna azienda bellica attiva in Germania e i cui titolari vennero sollecitati ad incrementare la produzione industriale.
In vista del nuovo impegno produttivo fu organizzato a beneficio degli industriali del settore un corso di quattro settimane all'Heereswaffenmeisterschule, vera e propria scuola per costruttori di strumenti bellici. Al termine del corso aveva luogo un test al quale erano sottoposti gli ispettori tecnici che potevano, superandolo, migliorare la propria posizione gerarchica e raggiungere il grado di Oberleutnant (tenente). L'approssimarsi (anno 1939) dell'inizio del conflitto mondiale garantì loro un'anticipata chiusura del training ed una promozione al rango di ispettore tecnico di prima classe, equivalente al grado di Hauptmann (capitano).
Al termine dell'ispezione dei materiali e delle armi, un particolare codice WaffenAmt veniva apposto sulle parti dell'arma (spesso un codice per ogni parte, che se veniva quindi prodotta da un subcontractor presentava codice di produzione e codice WaffenAmt diverso).

## Direttori dell'Heereswaffenamt
| N° | Nome                                                           | Inizio ruolo    | Fine ruolo       | Durata ruolo       |
| -- | -------------------------------------------------------------- | --------------- | ---------------- | ------------------ |
| 1  | Generalleutnant Ludwig Wurtzbacher (1870 - 1926)               | 1 giugno 1920   | 1 marzo 1925     | 4 anni, 273 giorni |
| 2  | Generalmajor Erich von Botzheim (1871 1961)                    | 1 marzo 1925    | 28 febbraio 1926 | 364 giorni         |
| 3  | Generalleutnant Max Ludwig (1871 - 1961)                       | 1 marzo 1926    | 30 maggio 1929   | 3 anni, 90 giorni  |
| 4  | Generalleutnant Alfred von Vollard-Bockelberg (1874 - 1945)    | 1 giugno 1929   | 30 novembre 1933 | 4 anni, 182 giorni |
| 5  | Generalleutnant Kurt Liese (1882 - 1945)                       | 1 dicembre 1933 | 28 febbraio 1938 | 4 anni, 89 giorni  |
| 6  | General der Artillerie Karl Heinrich Emil Becker (1879 - 1940) | 1 marzo 1938    | 8 aprile 1940 †  | 2 anni, 38 giorni  |
| 7  | General der Artillerie Emil Leeb (1881 - 1969)                 | 16 aprile 1940  | 1 febbraio 1945  | 4 anni, 291 giorni |
| 8  | General der Infanterie Walther Buhle (1894 - 1959)             | 2 febbraio 1945 | 8 maggio 1945    | 96 giorni          |